# Leidschendam-Voorburg
Leidschendam-Voorburg è una municipalità dei Paesi Bassi di 72.226 abitanti situata nella provincia dell'Olanda Meridionale.
Comprende i centri abitati di Leidschendam e Voorburg.